# أسفل شرق (ردفان)

تعديل مصدري - تعديل

اسفل شرق هي إحدى قرى عزلة الحبيلين بمديرية ردفان التابعة لمحافظة لحج، بلغ تعداد سكانها 104 نسمة حسب تعداد اليمن لعام 2004.